# Rosa saundersiae
Rosa saundersiae es una especie de planta del género Rosa, de la familia Rosaceae.

## Taxonomía
Rosa saundersiae fue descrita por Rolfe en 1919.

## Distribución
Se encuentra en el territorio de Pakistán y occidente del Himalaya.